# Anyang, Hubei
Anyang (kinesiska: 安阳, 安阳镇) är en köping i Kina. Den ligger i provinsen Hubei, i den centrala delen av landet, omkring 400 kilometer nordväst om provinshuvudstaden Wuhan. Antalet invånare är 23 239. Befolkningen består av 11 068 kvinnor och 12 171 män. Barn under 15 år utgör 10,0 %, vuxna 15-64 år 76 %, och äldre över 65 år 12,0 %.
Runt Anyang är det ganska tätbefolkat, med 160 invånare per kvadratkilometer. Närmaste större samhälle är Xijiadian, 18,8 km sydost om Anyang. Trakten runt Anyang består till största delen av jordbruksmark.
Genomsnittlig årsnederbörd är 900 millimeter. Den regnigaste månaden är augusti, med i genomsnitt 167 mm nederbörd, och den torraste är januari, med 8 mm nederbörd.